# 最高領導人
最高领导人（英語：supreme leader）通常指的是一个人在国家、机构或其他类似组织中，被赋予或能发挥最大权威的领导者。宗教上，这种角色通常是被认为是地上的神或神的意志代表。政治上，一个最高领导人通常具有与之相关联的职衔，如大日本帝国的昭和天皇（大元帅）、纳粹德国的阿道夫·希特勒（元首）、意大利王国的贝尼托·墨索里尼（法西斯党领袖）、中华民国的总统蒋中正（中国国民党总裁）、中華人民共和國的最高领导人毛泽东（中国共产党中央委员会主席）和習近平（中国共产党中央委员会总书记）、苏联的最高领导人约瑟夫·斯大林（苏联共产党中央委员会总书记）、俄罗斯的最高领导人普京（俄罗斯总统），或现在的伊朗最高领袖和朝鲜最高领导人等。许多独裁者有属於个人的称号或政治头衔，以显示他们作为至高无上的权威和政权领导人。第二次世界大战中，例如昭和天皇的“現人神”、希特勒的“元首”或墨索里尼的“领袖”头衔，成为很多法西斯或其他极右翼人物的象征。在极左翼方面，社会主义国家和共产党的最高領導人職稱，大多数仿效苏联取名為总书记、第一书记等。

## 例子

### 第二次世界大战前
- 昭和天皇， 日本统治者，日本天皇兼帝国大元帅，帝国陆军与帝国海军总司令，日军大本营最高领袖。被称为“神”。
- 贝尼托·墨索里尼， 意大利极右翼领袖，出任意大利总理兼最高帝国元帅、国家法西斯党的“Duce”，意思是“领导者”。
- 阿道夫·希特勒， 德国极右翼领袖，曾任德国总理，1934年至1945年被称为“Führer”（元首）。
- 安塔纳斯·斯梅托纳， 立陶宛的独裁总统，以“Tautos Vadas”（国家的领袖）作为自己的称号。
- 卡尔利斯·乌尔马尼斯， 拉脫維亞的独裁总统，以“领袖人物”和“民族的父亲”作为自己的称号。
- 热图利奥·瓦加斯， 巴西独裁者，自1930年起称为“革命最高领导人”。
- 弗朗西斯科·佛朗哥， 西班牙独裁者，继承了“Caudillo”（考迪罗）的头衔，原本是一个荣誉称号和军队的领导者。
- 扬尼斯·梅塔克萨斯，从1936年直到他逝世于1941年是 希腊的独裁者，称号为' Αρχηγός（领导人）。
- 蒋中正， 中國国民政府军事委员会委员长、中国國民政府主席、中国国民党总裁，有时被称为“領袖”。
- 列寧， 苏联人民委員會主席（總理）期間為苏联最高领导人。
- 斯大林， 苏联最高領導人，首任苏联共产党中央委员会总书记，被尊称为“Вождь”（首席、领导人）。
- 亚历山大·高尔察克， 俄羅斯白軍的领导人之一，称呼自己为“最高统治者”（verkhovny pravitel）。
- 达木丁·苏赫巴托尔， 大蒙古國革命臨時政府首腦與蒙古人民黨創始人，1921年蒙古革命後出任軍事部長，實際控制大蒙古國1921年至1923年的政治實權。
- 霍爾洛·喬巴山， 蒙古人民共和國的黨政軍最高領導人，於1923年至1952年實際控制蒙古人民革命黨執政的政府。1937年起任職蒙古人民共和國部長會議主席、蒙古人民軍總司令和國防部長，擔任所有職務直至1952年逝世。
- 拉斐尔·特鲁希略， 独裁者，1930年至1961年继承了头衔“El Jefe”（首领）。
- 富尔亨西奥·巴蒂斯塔， 古巴1933年至1940年為實際的軍事領導人，1940年至1944年為古巴合法總統。之後他又通過軍事政變於1952年至1959年重新成為古巴最高領導人。
- 比耶·富鲁高， 瑞典国家社会党的领导人，称号为“Riksledaren”（该政党的领导者）。
- 苏巴斯·钱德拉·鲍斯，在 印度革命的印度独立运动中，被称为“Netaji ”（尊敬的领袖）。
- 恩格爾伯特·陶爾斐斯和库尔特·舒施尼格， 奥地利爱国阵线领导人，1933年至1938年，被称为“Bundesführer”（联邦领导人）。

### 第二次世界大战时期
- 安特·帕韦利奇， 克罗地亚独立国的独裁者，任命自己为“Poglavnik”（领导人）。
- 萨拉希·费伦茨， 匈牙利王國（1944年—1945年）独裁者，任命自己为“Nemzetvezető”（国家的领袖）。
- 約瑟夫·蒂索， 斯洛伐克第一共和国总统，于1942年任命自己为“Vodca”（领导人）。
- 卡羅爾二世， 羅馬尼亞王國國王，最先任命自己為“Conducător”（领导人）的人。
- 扬·安东内斯库， 羅馬尼亞王國在第二次世界大战期间的总理，任命自己“Conducător”（领导人）。
- 维德孔·吉斯林， 挪威總督轄区法西斯Nasjonal Samling的领导人，在1942年任命自己为“Fører”。
- 弗里茨·克劳森， 丹麦国家社会主义工人党的领导人，有称号“Fører”。
- 安東·米塞特， 荷蘭國家社會主義運動的领导人，在1942年被纳粹德国允许使用“Leider van het Nederlandsche Volk”（荷兰人的领袖）的头衔。
- 莱昂·德格雷勒，雷克斯党领导人，于1944年12月被任命为“Chef-du-People-Wallon”（瓦隆人的领袖）。
- 耶夫·范德维勒，DeVlag党的领导人，在1944年12月被称为“Landsleider van het Vlaamsche Volk”（弗拉芒人的国家领导人）。
- 斯塔夫·德克莱克，弗拉芒民族主义Vlaams Nationaal Verbond创始人之一和领导人，被他的追随者称为“den Leider”。
- 奥斯瓦尔德·莫斯利，不列颠法西斯联盟领导人，被称为“领袖”。
- 托马什·克雷伊奇（Tomáš Krejčí）， 波希米亚和摩拉维亚保护国中捷克国家联盟的领导人，被尊称为“Vůdce”（领导人）。

### 冷战时代
- 毛泽东， 中国第一代最高領導人，终身担任中国共产党中央委员会主席，被评价为“我党我军我国各族人民敬爱的伟大领袖、国际无产阶级和被压迫民族被压迫人民的伟大导师。中国共产党、中国人民解放军、中华人民共和国的缔造者和英明领袖。当代最伟大的马克思主义者”。
- 邓小平， 中国第二代最高領導人，首任中国共产党中央顾问委员会主任，被评价为“我国社会主义改革开放和现代化建设的总设计师，建设有中国特色社会主义理论的创立者。中国共产党早期的党员和积极活动家”。
- 江泽民， 中国第三代最高領導人，曾经出任中国共产党中央委员会总书记，被评价为“中国特色社会主义伟大事业的杰出领导者，党的第三代中央领导集体的核心，‘三个代表’重要思想的主要创立者”。
- 金日成， 第一代最高領導人，终身担任朝鲜劳动党总书记，被朝鲜官方称为“위대한수령”（伟大的领袖）。
- 胡志明， 越南首任國家主席兼政府總理，於擔任越南勞動黨中央委員會主席期間為越南民主共和國（北越）最高領導人。
- 黎筍， 越南1975年統一後一直擔任越南共產黨總書記直至1986年去世。由1969年至1986年為北越及越南統一後的最高領導人。
- 李光耀， 新加坡首任總理，後任國務資政及內閣資政，1959年至1990年間先後擔任新加坡自治邦、馬來西亞新加坡州及新加坡共和國總理，為事實上的最高領導人，其在卸任後留在內閣直至2011年，於新加坡國內保有極高政治影響力直至去世。被尊稱為“新加坡國父”。
- 奈溫， 緬甸軍政府領導人，1958年至1960年及1962年至1988年間實際控制緬甸政權。
- 利雅卡特·阿里·汗， 巴基斯坦独立后首任总理，被命名为“Quaid-i-Millat”（民族的父亲）和“Shaheed-i-Millat”（国家的烈士）。
- 苏加诺， 印度尼西亞独立后首任总统，被称为“Pemimpin Besar Revolusi”（革命的伟大领袖）和“ Bung Karno”（苏加诺同志）。
- 弗朗索瓦·杜瓦利埃， 海地独裁者、总统，从国会中得到“革命最高领导人”的称号。
- 马科斯， 菲律賓独裁者、总统，有时也称为“国家的领袖”。
- 菲德尔·卡斯特罗， 古巴共產黨前第一书记，被称为“Máximo Líder”（最伟大的领导人）。
- 恩维尔·霍查， 阿爾巴尼亞勞動黨总书记，被尊称为“领袖”、“至尊同志”、“唯一力量”、“伟大导师”。1944至1985年為最高領導人。
- 尼古拉·齐奥塞斯库， 羅馬尼亞共產黨總書記、羅馬尼亞總統，1965年至1989年，被称为“Conducător”。
- 蒙博托， 独裁者、总统，有时也称为“人民的父亲”和“民族的救星”。
- 阿尔弗雷多·斯特罗斯纳， 巴拉圭1954年至1989年的独裁总统，被传颂为“Gran Líder”和“Único Líder”。
- 阿卜杜勒-卡里姆·卡塞姆， 伊拉克总理，1958年至1963年，命名为“al-za‘īm”（领袖）。
- 萨达姆， 伊拉克独裁者、总统。1979至2003年，被称为“领袖”。
- 卡扎菲， 利比亞独裁者、革命領導人。1979至2011年擔任「革命導師與領導弟兄」掌握實權。
- 奥马尔·托里霍斯， 巴拿马在1968年至1981年“实际上”的最高领导人、独裁者，承担了称号“Líder Máximo de la Revolución Panameña”（巴拿马革命最高领导人）。
- 曼紐·諾瑞嘉， 巴拿马在1983年至1989年“实际上”的最高领导人、独裁者，承担了称号“Líder Máximo de la National Liberation Panameña”（巴拿马民族解放最高领导人）。
- 努尔·穆罕默德·塔拉基， 阿富汗民主共和国前领导人、阿富汗人民民主党总书记，1978年至1979年被称为“伟大的领袖”、“东方之星”或“伟大的思想家”。
- 德西·鮑特瑟， 蘇里南前軍事強人，1980年至1987年為蘇里南最高領導人。2010年至2020年以政黨領袖的身分參與民主選舉勝選，出任蘇里南總統。
- 霍梅尼，第一任伊朗最高领袖， 伊朗宪法中，作为政治和宗教的最高权威，第一位持有这个职衔。

### 冷戰後
- 丹瑞， 前任緬甸軍政府領導人，於1992至2011年掌握最高權力。
- 昂山素季， 前任缅甸国务资政。自全國民主聯盟贏得緬甸大選以來，昂山素季在新政權中的地位就已經確定，國內無人會質疑她的領導力和話語權。在全國民主聯盟提供的名單中作為緬甸國務資政的昂山素季排名第二，僅次於緬甸總統。實際上，她是掌握實權的人，地位無人可及，但无法掌控以缅甸国防军为首的缅甸武装力量，最终被军方推翻。
- 金正日， 第二代最高領導人，终身担任朝鲜劳动党总书记，被朝鲜官方正式称为“친애하는지도자”（尊敬的领袖），在其父金日成去世后被尊为“伟大领袖”。
- 烏戈·查韋斯， 委內瑞拉前任最高領導人，1999至2013年擔任委內瑞拉總統，在任期間被人民尊稱為El Comandante（"指揮官"）。
- 尼亚佐夫， 曾任土库曼共产党第一书记，土库曼斯坦的前总统和独裁者，给自己的称号“Türkmenbaşy”（“所有土库曼人的领袖”）和“Serdar”（领袖）。
- 弗拉尼奧·圖季曼， 第一任總統，於1995年被議會授予“Vrhovnik”（"The Supreme One"）稱號。
- 阿利雅·伊澤特貝戈維奇，於波士尼亞和黑塞哥維納的戰爭中被授為 波斯尼亞和黑塞哥維那主席團的第一位波什尼亞克族總統（"predsjednik"）。
- 纳扎尔巴耶夫， 前任哈萨克斯坦总统。曾任哈萨克共产党第一书记，1991－2019年以来担任总统，被授予称号“ҰлтЛидері”（国家的领袖）。于2022年正式退休。
- 赵尼来， 缅甸佤邦第一代最高领导人，于1989－1996年执政，曾任佤邦联合党总书记、佤邦人民政府主席，于2009年去世。
- 阮富仲， 越南2011至2024年的最高領導人，曾任越南共產黨中央委員會總書記和越南國家主席。
- 勞爾·卡斯楚， 古巴2006至2021年的最高領導人，曾任古共第一书记、古巴革命武装力量总司令和古巴国務委員會主席。

## 现今
- 弗拉基米尔·普京， 现任俄罗斯總統，自1999年以来为俄罗斯国家实际最高统治者，2000至2008年及2012年至今擔任俄罗斯總統；1999至2000年及2008至2012年曾任总理，也是俄罗斯建国以来任期最长的总统。
- 习近平， 现任中国最高领导人，现任中共中央总书记、中央军委主席。中共十九大召开前被冠以“最高领袖”、“最高统帅”等称号，为毛泽东以来第二人，也是唯一一位连任三届国家主席的中共领导人。[1][2]
- 金正恩， 现任朝鲜最高领导人，现任朝鲜劳动党总书记、中央军委委员长，在他的父亲金正日2011年去世后成为第三代武力最高司令官、“最高指导者”，也是朝鲜首任国务委员会委员长。
- 米格尔·迪亚斯-卡内尔， 现任古巴最高领导人，现任古共第一书记、古巴革命武装力量总司令，也是古巴首任国家主席。
- 哈梅内伊， 现任伊朗最高领袖，也是伊朗穆斯林保守派勢力及什葉派十二伊瑪目派馬爾賈（什葉派領袖）的領銜人物。
- 阿卜杜勒·法塔赫·阿卜杜勒拉赫曼·布尔汉， 现任苏丹主权委员会主席，曾任苏丹过渡军事委员会主席。
- 海巴图拉·阿洪扎达， 现任阿富汗伊斯兰酋长国最高领导人，担任阿富汗国家元首，拥有“信士的埃米尔”头衔。
- 敏昂萊， 现任缅甸军政府最高领导人，现任缅甸总理、缅甸国家管理委员会主席、缅甸国防军总司令。
- 鲍有祥， 现任缅甸佤邦最高领导人，现任佤邦联合党总书记、佤邦人民政府主席和佤邦联合军总司令。在1996年赵尼来患病隐退后成为第二代最高领导人。

## 一党制国家最高领袖
一党制国家最高领袖特指一党制下，一个主权国家的最高政治领袖（最高领袖），因为这些国家不像总统制或者议会制国家那样，由国家元首或者政府首脑执掌政权，而是由国内唯一执政党的政党领袖掌握最高领导权。由于社会主义国家实行一党执政，一般较多应用在这些国家，而执政共产党的最高负责人，例如总书记一般被视为党和国家的最高领袖，其职务比国家元首和政府首脑的职位更重要。不过也有少数例外，例如中华人民共和国的邓小平和蒙古人民共和国的霍尔洛·乔巴山，他们不是以政党最高领袖的身份掌握实际领导权。粗体为执政党最高领袖职务，地位高于国家元首和政府首脑。
| 国旗                   | 国徽 | 主权国家               | 所属政党                             | 肖像 | 姓名                 | 担任最高职务                                                                                                  | 年龄           | 执政任期       | 领土范围 | 武装力量             | 任期制度                      |
| ---------------------- | ---- | ---------------------- | ------------------------------------ | ---- | -------------------- | --- | -------------- | -------------- | -------- | -------------------- | ----------------------------- |
| 中国                   |      | 中华人民共和国         | 中国共产党                           |      | 习近平               | 中国共产党中央委员会总书记 中国共产党中央政治局常委 中国共产党中央政治局委员 中国共产党中央军事委员会主席     | 1953年6月15日  | 2012年11月15日 |          | 中国人民解放军       | 5年，可连选连任，不限制次数   |
| 朝鲜民主主义人民共和国 |      |                        | 朝鲜劳动党                           |      | 金正恩               | 朝鮮勞動黨總書記 朝鲜劳动党中央政治局常委 朝鲜劳动党中央军事委员会委员长                                      | 1984年1月8日   | 2011年12月17日 |          | 朝鲜人民军           | 5年，可连选连任，不限制次数   |
| 越南                   |      | 越南社會主義共和國     | 越南共产党                           |      | 蘇林                 | 越南共产党中央委员会总书记 越南共产党中央政治局委员 越南共产党中央军事委员会书记 越南共产党中央督导委员会主任 | 1957年7月10日  | 2024年8月3日   |          | 越南人民军           | 5年，可连选连任、沒有连任限制 |
| 老挝                   |      | 寮人民民主共和國       | 老挝人民革命党                       |      | 通伦·西苏里          | 老挝人民革命党中央委员会总书记 老挝人民革命党中央政治局委员                                                   | 1945年11月10日 | 2021年1月15日  |          | 老挝人民军           | 5年，可连任一届               |
| 古巴                   |      | 古巴共和國             | 古巴共产党                           |      | 米格尔·迪亚斯-卡内尔 | 古巴共产党中央委员会第一书记 古巴共产党中央政治局委员 古巴革命武装力量总司令                                  | 1960年4月20日  | 2021年4月19日  |          | 古巴革命武装力量     | 5年，可连任一届               |
| 厄立特里亚             |      |                        | 人民民主与正义阵线                   |      | 伊萨亚斯·阿费沃基    | 人民民主与正义阵线中央委员会主席                                                                              | 1946年2月2日   | 1991年4月27日  |          | 厄立特里亚国武装力量 | 2个5年任期，事实上不限制次数  |
| 撒拉威阿拉伯民主共和國 |      | 撒拉威阿拉伯民主共和國 | 萨基亚阿姆拉和里奥德奥罗人民解放阵线 |      | 卜拉欣·加利          | 萨基亚阿姆拉和里奥德奥罗人民解放阵线中央委员会总书记                                                          | 1949年9月16日  | 2016年9月2日   |          | 西撒哈拉人民解放阵线 | 无任期限制，不限制连任次数。  |